# Jowett Jupiter
El Jowett Jupiter es un automóvil británico que fue producido por Jowett Cars Ltd de Idle, cerca de Bradford.
Tras el lanzamiento del nuevo Jowett Javelin y sus éxitos en competición, Jowett decidió utilizar su tren motriz en un coche deportivo para la exportación, con la esperanza de aumentar su inadecuado cupo de acero, material clave sometido a cuotas del gobierno británico tras la Segunda Guerra Mundial.
En el Salón del Motor de Londres iniciado el 28 de septiembre de 1949, solo se exhibió el chasis en octubre; y el automóvil completo se mostró por primera vez en Nueva York en abril de 1950. Nuevamente, en su lanzamiento continental en el Salón del Automóvil de Ginebra que se inauguró el 16 de marzo de 1950, solo se mostró el chasis. Inicialmente el coche se conocía como Jowett Javelin Jupiter,  pero la palabra Javelin se eliminó del nombre en febrero de 1951. Continuó en producción hasta 1954.

## Características de diseño
Jowett, a través de Lawrence Pomeroy de The Motor unió sus fuerzas con la empresa ERA, y persuadieron a Eberan von Eberhorst, anteriormente con Auto Union, para que viniera a Inglaterra. Se unió a ERA en Dunstable y, entre otros trabajos de desarrollo y chasis proyectados, diseñó y desarrolló lo que se convirtió en el chasis de acero tubular del Jupiter. La suspensión utilizaba barras de torsión muy flexibles y barras estabilizadoras delanteras y traseras con suspensión independiente en la parte delantera. El motor se montó muy adelante, por delante de la línea del eje delantero con el radiador bajo detrás de él sobre la caja de cambios. El ajuste de las barras estabilizadoras permitía influir fácilmente en el sobreviraje y el subviraje con el fin de obtener un ajuste fino de la suspensión. En este bastidor de gran rigidez a la torsión, Reg Korner de Jowett colocó una carrocería cupé de aluminio con un capó abatible con un marco de acero y un asiento de banco corrido para tres personas. 
El chasis de Eberan había sido diseñado para un cupé cerrado y resultó ser necesario reforzarlo. Las barras estabilizadoras fueron abandonadas, no disponía de acceso exterior al maletero, y el capó tenía bisagras traseras y se abría completo con las alas. Estos coches eran solo para la exportación, y se esperaba que los carroceros abastecieran el mercado local.
Se suministró una remesa inicial de 75 chasis a carroceros externos como Stabilimenti Farina, Ghia Suisse, Abbott de Farnham y otras empresas de Gran Bretaña. El alto costo de estas carrocerías, en su mayoría demasiado hermosas para lo que era un pequeño coche con un motor de tan solo 1500 cc, obligó a Jowett a construir sus propios automóviles completos. La fábrica de Jowett fabricó 731 coches Mk1 y 94 Mk1a. El Mk 1a se lanzó a finales de 1952, con un poco más de potencia (63 bhp) y una tapa abatible para un maletero de mayor capacidad.
|  |  |  |

## Tren motriz

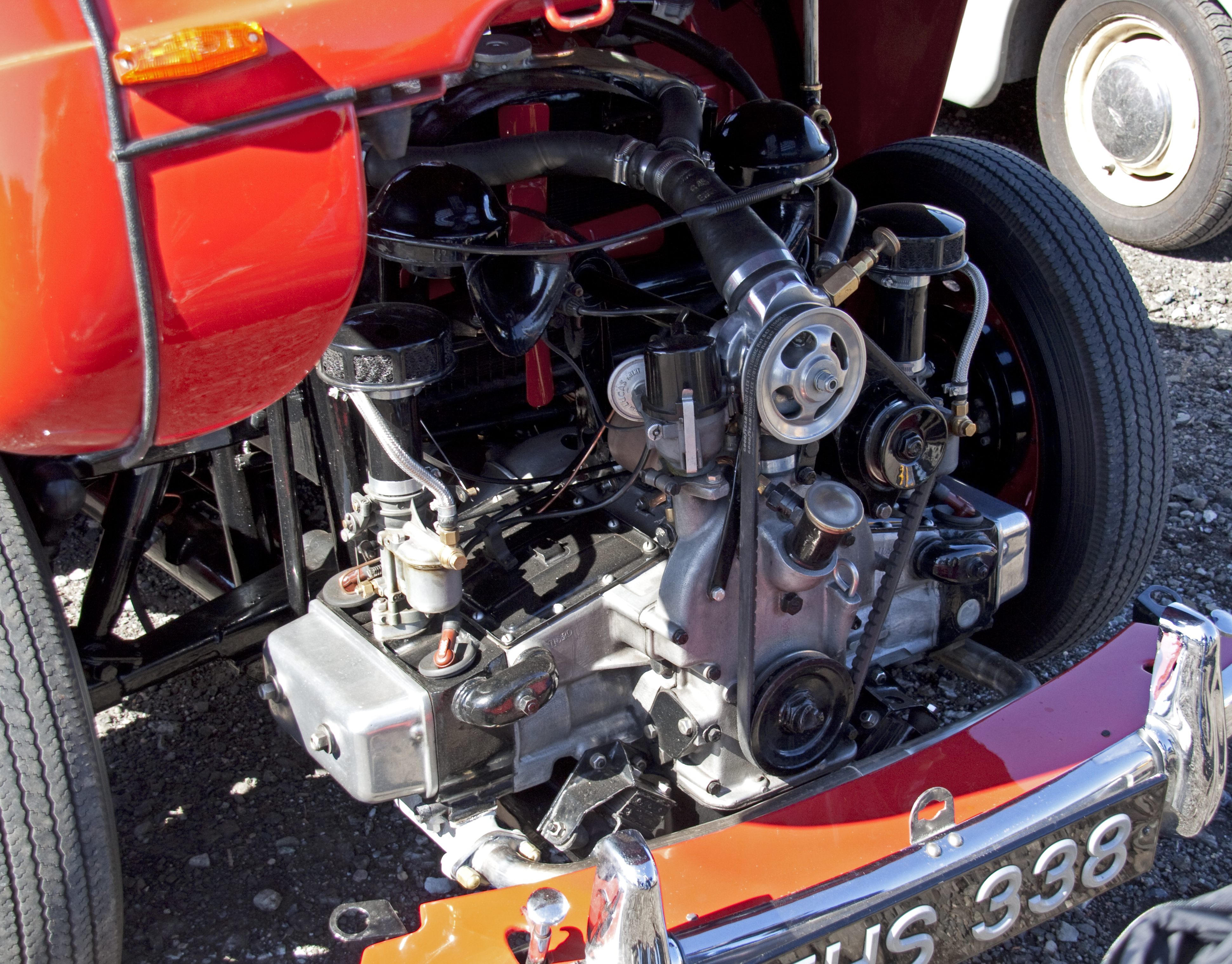
Motor de un Jupiter

El motor de cuatro cilindros, con culata plana y válvulas en cabeza, tenía una cilindrada de 1486 cc y estaba más afinado que en el Javelin. Su relación de compresión se elevó de 7.2:1 a 8.0:1, desarrollando 60 HP (45 kW) a 4500 rpm, lo que le dio al automóvil una velocidad máxima de 85 mph (137 km/h) y una aceleración de 0-50 mph en un tiempo de 11,7 segundos. Estaba equipado con dos carburadores Zenith, y disponía de una transmisión de cuatro velocidades con la palanca de cambio en la columna de dirección.

## Éxito en los deportes de motor
El Júpiter logró el éxito en la competición con una victoria de clase récord en las 24 Horas de Le Mans de 1950, una victoria y un segundo puesto en su clase en el rally de Montecarlo de 1950, una victoria absoluta en el Rally Internacional de Lisboa de 1951 y los dos primeros de su clase en la dura carrera de cuatro horas para deportivos disputada en septiembre de 1951 en la vía pública en el Circuito de Dundrod, en Irlanda del Norte. Esta última prueba fue una reedición de las famosas carreras del Ulster Tourist Trophy de 1928-1936, que se habían disputado anteriormente en el circuito de Ards, que tenía una longitud de 13,7 millas (22,0 km). Volvió a ganar en su clase en Le Mans 1951 y 1952, y en ese mismo año de 1952 se impusieron en pruebas menores, pero en 1953 otros coches más nuevos y más rápidos estaban demostrando ser rivales demasiado fuertes para el Jupiter, que  ante todo no era más que un turismo bien equipado.

## Rendimiento e impresiones de conducción contemporáneas
Un automóvil probado por la revista británica The Motor en 1950 tenía una velocidad máxima de 86,1 mph (138,6 km/h) y podía acelerar desde 0-60 mph (96,6 km/h) en 18.0 segundos. Se registró un consumo de combustible de 25,1 millas por galón imp (11,3 L/100 km; 20,9 mpgAm). El automóvil de prueba costaba 1086 libras, impuestos incluidos. En este momento, un Jaguar XK120 costaba 1263 libras, impuestos incluidos, cuando la misma revista lo probó.
Una prueba de carretera realizada por la revista de la competencia, The Autocar registró una velocidad máxima de 90 mph (145 km/h), pero para acelerar de 0 a 60 mph (96,6 km/h) estos probadores registraron 20,4 segundos. La relación de transmisión final en el primer prototipo presentado públicamente de 4.1 a 1 se redujo a 4.56 a 1 y es posible que la transmisión final en los coches probados no fuera la misma. Los probadores de Autocar estaban entusiasmados con el rendimiento del coche, especialmente en vista del "conocido ... brío del motor Javelin" y su "respuesta al aumento de potencia". La relación de compresión del Jupiter era de 8:1, sin embargo, más alta que en la mayoría de los automóviles del mercado del Reino Unido en 1950, y se registró un leve "picado de bielas" utilizando combustible de 72 octanos, que era el grado más alto normalmente disponible en Gran Bretaña en ese momento. Otras características que recibieron elogios especiales incluyeron una dirección rápida y ligera, aunque con un gran desarrollo, y un varillaje de cambio de marchas que fue "inusualmente efectivo para un diseño en la columna de dirección".

## Jupiter R1
Un derivado de carreras del Jupiter, el R1, se inscribió en la carrera de coches deportivos de 1500 cc de 1951 en Watkins Glen, conducido al primer lugar por George Weaver. En las 24 Horas de Le Mans de 1952, otra unidad ganó su clase en el puesto 13 de la general, pilotado por Marcel Becquart y Gordon Wilkins. Se construyeron tres ejemplares del R1, de los que uno se ha conservado.

## Jupiter R4
El Jupiter original era un coche algo pesado y esto perjudicó su rendimiento. Un sucesor previsto, el R4, se fabricó con carrocería de fibra de vidrio y un nuevo chasis más liviano y mostró el potencial de ser un automóvil de 100 mph (161 km/h) genuino, pero Jowett cerró antes de que el automóvil pudiera llegar a la fase de producción. Se hicieron tres prototipos, de los que dos se han conservado.